# 中国驻中非大使馆
中华人民共和国驻中非共和国大使馆（法語：Ambassade de la République Populaire de Chine en République Centrafricaine），简称中国驻中非大使馆，是中华人民共和国驻中非共和国的外交代表机构。

## 机构设置
中国驻中非大使馆设置下列机构：
- 政新处
- 经商处
- 办公室